# Приморский (Осинский район)
Приморский — посёлок в Осинском районе Усть-Ордынского Бурятского округа Иркутской области. Образует муниципальное образование «Посёлок Приморский».

## География
Расположен на восточном берегу залива Обуса Братского водохранилища в 24 км к северо-северо-западу от села Оса и в 125 км к северу от Иркутска. В нескольких сотнях метров к югу находится село Бильчир.
Вдоль восточной окраины посёлка проходит автодорога Иркутск — Усть-Уда (Александровский тракт).

## Население
| 2002  | 2010  | 2011  | 2012  | 2013  | 2014  | 2015  |
| ----- | ----- | ----- | ----- | ----- | ----- | ----- |
| 1791  | ↘1704 | ↘1701 | ↗1704 | ↘1688 | ↗1695 | ↘1688 |
| 2016  | 2017  |       |       |       |       |       |
| ↗1696 | ↘1695 |       |       |       |       |       |

Национальный состав (2002): русские — 90 %.

## История
Посёлок основан летом 1961 года, во время массового переселения населённых пунктов из подлежащих затоплению низинных мест Приангарья.
В первые годы в посёлке появились леспромхоз, магазины, жилые дома (в том числе двухэтажные), школа, детский сад, столовая, баня, общежитие, клуб, причал. В 1966 году гравийный Александровский тракт был доведён до посёлка. Позднее появились пекарня, дом быта, деревообрабатывающие предприятия. С 1980 года является административным центром сельсовета.